# Джонсон, Рональдо
Рональдо Иван Джонсон Мина (исп. Ronaldo Iván Johnson Mina; род. 15 апреля 1995 года в Куэнка, Эквадор) — эквадорский футболист, полузащитник клуба «Депортиво Куэнка».

## Клубная карьера
Джонсон — воспитанник клуба «Депортиво Куэнка». 25 января 2014 года в матче против «Универсидад Католика» из Кито он дебютировал в эквадорской Примере. 16 марта в поединке против «Барселоны» из Гуаякиль Рональдо забил свой первый гол за «Депортиво Куэнка». Летом 2015 года Джонсон на правах аренды перешёл в «Гуаласео». В начале 2016 года он вернулся обратно.

## Международная карьера
В 2015 году Джонсон принял участие в молодёжном чемпионате Южной Америки в Уругвае. На турнире он сыграл в матчах против команд Боливии и Парагвая.